# Alice Pearce
Alicia „Alice“ Pearce (* 16. Oktober 1917 in New York City; † 3. März 1966 in Hollywood, Los Angeles, Kalifornien) war eine US-amerikanische Schauspielerin.

## Leben
Alice Pearce verbrachte ihre Kindheit in Europa und kehrte als Erwachsene in die USA zurück. Sie begann in Nachtklubs als Komödiantin zu arbeiten und stand am Broadway im Musical On The Town auf der Besetzungsliste. Gene Kelly war beeindruckt von ihrer Darbietung und verschaffte ihr in der Verfilmung des Musicals, Heut’ gehn wir bummeln, von 1949 eine Rolle, in der sie unter anderem an der Seite von Kelly und Frank Sinatra den Song Count On Me sang. Kritik und Publikum waren von Pearces komödiantischer Darstellung begeistert und Pearce bekam ihre eigene Fernsehshow.
Von da an folgten viele Auftritte in Filmen und Alice Pearce kehrte sporadisch an den Broadway zurück, wo sie während einer Produktion von Bells Are Ringing ihren zukünftigen zweiten Ehemann Paul Davis kennenlernte. Eine ihrer bekanntesten Rollen war die der hysterischen Nachbarin Gladys Kravitz in der Sitcom Verliebt in eine Hexe, welche sie zwischen 1964 und 1966 in insgesamt 30 Episoden spielte. Nach ihrem Tod wurde der Part von Sandra Gould übernommen.

## Privates
Pearce war zweimal verheiratet; 1948 heiratete sie den Komponisten John Rox, mit dem sie bis zu dessen Tod im Jahr 1957 verheiratet blieb. 1964 vermählte sie sich mit ihrem Inspizienten Paul Davis.
Am 3. März 1966 starb Pearce im Alter von nur 48 Jahren an Eierstockkrebs. Ihr Leichnam wurde verbrannt und ihre Asche wurde über dem Meer verstreut.

## Filmografie (Auswahl)
- 1949: Heut’ gehn wir bummeln (On The Town)
- 1952: Die Schönste von New York (The Belle Of New York)
- 1952/1953: Broadway Television Theatre (Fernsehserie, 2 Folgen)
- 1953–1954: Jamie (Fernsehserie, 6 Folgen)
- 1955: How To Be A Very, Very Popular
- 1956: Das schwache Geschlecht (The Opposite Sex)
- 1959: The Real McCoys (Fernsehserie, Folge Work No More, My Lady)
- 1961: The Twilight Zone (Fernsehserie, Folge Static)
- 1962: Mein bester Freund (Lad: A Dog)
- 1963: My Six Loves
- 1963: Sandra und der Doktor (Tammy And The Doctor)
- 1963: Was diese Frau so alles treibt (The Thrill of It All)
- 1964: Die Frau seines Herzens (Dear Heart)
- 1964: Der Tölpel vom Dienst (The Disorderly Orderly)
- 1964: Küss mich, Dummkopf (Kiss Me, Stupid)
- 1964–1966: Verliebt in eine Hexe (Bewitched; Fernsehserie, 27 Folgen)
- 1965: Geliebte Brigitte (Dear Brigitte)
- 1965: Widersteh, wenn du kannst (Bus Riley's Back in Town)
- 1966: Spion in Spitzenhöschen (The Glass Bottom Boat)